# Sette Chiese dell'Asia

Localizzazione delle Sette Chiese dell'Asia

Le sette Chiese dell'Asia o sette Chiese dell'Apocalisse sono sette comunità diocesane (cristiane) menzionate da Giovanni Apostolo nell'Apocalisse, uno dei libri del Nuovo Testamento. Il testo greco usa la parola ecclesia che significa comunità di persone con uno scopo comune (a differenza del significato odierno di luogo sacro).
Queste sedi episcopali erano situate in Asia minore, nell'attuale Turchia; secondo l'Apocalisse erano le sette comunità cristiane greche più numerose e antiche. Giovanni nell'Apocalisse scrive (1:11): "Ciò che tu vedi, scrivilo in un libro, e invialo alle sette Chiese, di Efeso, Smirne, Pergamo, Tiatira, Sardi, Filadelfia e Laodicea". I nomi delle Sette Chiese sono poi ripresi una seconda volta nei capitoli 2 e 3 dell'Apocalisse con lettere indirizzate dall'Angelo ad ognuna di esse: Efeso (2,1-7), Smirne (2,8-11), Pergamo (2,12-17), Tiatira (2,18-29), Sardi (3,1-6), Filadelfia (3,7-13), Laodicea (3,14-22). 
Ogni Chiesa aveva il suo vescovo e la sua cattedrale. Alcuni concili e sinodi hanno avuto luogo in queste sedi, famosi quello di Efeso e il Sinodo di Laodicea. Dei loro vescovi si ricordano Melitone di Sardi e Policrate di Efeso.

## Mittente delle lettere e dell'apocalisse
L'Apocalisse ha inizio in 1,1-3 con: «Rivelazione di Gesù Cristo che Dio gli diede per render noto ai suoi servi le cose che devono presto accadere, e che egli manifestò inviando il suo angelo al suo servo Giovanni».
Tale mittente vale anche per le lettere alle Sette Chiese dell'Asia e ai loro sette (rispettivi) angeli, che seguono nei capitoli 2 e 3. 
Letteralmente, la sequenza di quanti ricevettero la Rivelazione può essere riassunta in una sequenza con questo ordine: Dio → Gesù Cristo → angelo → Giovanni → sette angeli per le sette Chiese dell'Asia.
Unicità della Rivelazione
Nell'Antico e nel Nuovo Testamento, l'Apocalisse di San Giovanni è l'unico libro della Bibbia ebraica rivelato da un angelo.

## Destinatari delle lettere
Se nel testo di Ap 1,11 il messaggio è indirizzato alle Sette Chiese, i passi dei capitoli 2 e 3 ora citati iniziano tutti con la frase "all'angelo della Chiesa di [..], scrivi:". Dall'unione dei due passi risulta quindi che i messaggi sono destinati all'angelo  di ognuna delle Sette Chiese dell'Asia, oltreché alla comunità di fedeli. 

Nel testo greco la parola angelos viene tradotto con angelo o messaggero. Per la maggior parte questa parola viene usata per gli esseri celesti, ma viene anche usata per messaggeri umani (vedi Luca 7,24).
Al termine del capitolo 1, in Apocalisse 1,20 viene data l'interpretazione: «questo è il senso delle sette stelle che hai visto nella mia destra e dei sette candelabri d'oro, eccolo: le sette stelle sono gli angeli delle sette Chiese e le sette lampade sono le sette Chiese». 

Così infine, otteniamo: un messaggio per le Sette Chiese dell'Asia, e per i loro sette angeli (conduttori).
L'unico ulteriore riferimento biblico ai sette angeli è nel Libro di Tobia 12, 15. Come gli altri libri deuterocanonici, ci è pervenuto in lingua greca.